# رات كاستيلو
رات كاستيلو جاليندو (مواليد 16 سبتمبر 1990)  هي لاعبة جمباز إيقاعي مكسيكية فردية. مثلت المكسيك في دورة الألعاب الأولمبية الصيفية لعام 2020 وأصبحت أول لاعبة جمباز إيقاعي مكسيكية تتنافس في دورة الألعاب الأولمبية. كما أنها بطلة 2021 في عموم أمريكا . في دورة ألعاب عموم أمريكا لعام 2007 ، فازت بالميدالية الفضية في الطوق والميداليات البرونزية في جميع النوادي والأندية . هي بطلة ثماني مرات في ألعاب أمريكا الوسطى ومنطقة البحر الكاريبي . شاركت أيضًا في تسع بطولات عالمية ( 2007 و 2009 و 2010 و 2011 و 2013 و 2014 و 2015 و 2018 و 2019 ).

## حياة سابقة
ولدت كاستيلو في 16 سبتمبر 1990 في غوادالاخارا . بدأت الجمباز الإيقاعي عندما كانت في السادسة من عمرها.  يلعب شقيقها جوب كاستيلو كرة الريشة دوليًا مع المكسيك ، وشقيقتها سارة كاستيلو تعمل كمدربة تنس الريشة.  

## حياة مهنية
في بطولة عموم أمريكا لعام 2005 ، فازت كاستيلو بالميدالية البرونزية في حدث الفريق. ثم في ألعاب أمريكا الوسطى ومنطقة البحر الكاريبي 2006 ، فازت بالميدالية الذهبية في حدث الفريق. فردياً ، فازت بالميداليات الفضية في الكل والكرة ، وكلاهما خلف سينثيا فالديز ، وكما فازت بالميدالية البرونزية في الحبل .  ثم في دورة ألعاب عموم أمريكا لعام 2007 ، فازت بالميدالية البرونزية في كل شيء خلف ليزا وانج وفالديز.  في نهائيات الحدث ، فازت بالميدالية الفضية في الطوق خلف الكسندرا أورلاندو ، وفازت بالميدالية البرونزية في النوادي خلف أورلاندو ووانغ.  تنافست في أول بطولة عالمية لها في عام 2007 ، وحصلت على المركز الستين في كل مكان خلال جولة التأهل.  في بطولة العالم الثانية لها في عام 2009 ، احتلت المركز الثالث والستين في كل مكان وساعدت الفريق المكسيكي في المركز الثامن والعشرين.  
فازت كاستيلو بالميدالية الذهبية الشاملة في ألعاب أمريكا الوسطى والبحر الكاريبي 2010 . كما فازت بالميدالية الذهبية في الشريط ، وفازت بالميداليات الفضية في الكرة والطوق والحبل.  ثم في بطولة العالم 2010 ، احتلت المركز الثامن والثلاثين في جميع أنحاء ، وحلت المكسيك في المركز الثامن عشر في مسابقة الفرق.   في ديسمبر 2010 ، فازت بثلاث ميداليات في بطولة عموم أمريكا 2010 ، وذهبية الفريق ، وذهبية الطوق ، وفضية الحبل.   ومع ذلك ، فقد كانت نتيجة اختبارها إيجابية للسيبوترامين ، وفي مارس 2011 ، تلقت تعليقًا لمدة ستة أشهر وتم تجريدها من ميدالياتها.   
عادت كاستيلو للمنافسة في بطولة العالم 2011 حيث احتلت المركز الحادي والسبعين في الشوطين الشامل والسابع عشر مع المنتخب المكسيكي.  ثم في بطولة العالم 2013 ، احتلت المركز الرابع والأربعين في كل مكان.  بدأت موسم 2014 في بطولة عموم أمريكا حيث فازت بالميدالية البرونزية للفريق.  ثم في بطولة العالم 2014 ، احتلت المركز الخمسين في المسابقة الشاملة والسابع عشر في مسابقة الفرق.   كما أنها قد حصلت على ميداليات ذهبية في الكرة والطوق والميداليات الفضية في كل شيء وطوق ، وكلاهما خلف سينثيا فالديز في دورة ألعاب أمريكا الوسطى ومنطقة البحر الكاريبي 2014. 
تم اختيار كاستيلو لتمثيل المكسيك في دورة ألعاب عموم أمريكا لعام 2015 حيث احتلت المركز السابع في جميع الجوانب وتأهلت لجميع نهائيات الأحداث الأربعة.  احتلت المركز الخامس في نهائي الكرة والرابع في نهائي الأندية والسادس في نهائي الطوق ونهائي الشريط .  ثم في بطولة العالم 2015 ، واحتلت المركز السابع والخمسين في الفردي الشامل والتاسع عشر مع المنتخب المكسيكي.   ولكن هذه النتيجة لم تكن عالية بما يكفي لكاستيلو للتأهل لدورة الألعاب الأولمبية 2016 . ثم مثلت المكسيك في بطولة الجامعات الصيفية 2017 واحتلت المركز التاسع في النهائي الشامل .  كما تأهلت إلى نهائيات الحلقة ونهائيات الأندية حيث احتلت المركزين السادس والسابع على التوالي. 
بدأت كاستيلو موسم 2018 في ألعاب أمريكا الوسطى ومنطقة البحر الكاريبي حيث فازت بلقبها الشامل الثاني. كما فازت بالميدالية الذهبية في الأندية والشريط ، وفازت بالميدالية الفضية في الطوق خلف زميلتها مارينا مالبيكا . وكانت الميدالية الذهبية التي فازت بها في نهائي الأندية هي الميدالية الذهبية المائة للمكسيك في ألعاب أمريكا الوسطى ومنطقة البحر الكاريبي . 
كما أنها تنافست في بطولة العالم 2018 حيث احتلت المركز الحادي والثلاثين في الشوط الشامل والثامن عشر مع المنتخب المكسيكي.   ثم في بطولة عموم أمريكا 2018 في ليما ، ساعدت الفريق المكسيكي في الفوز بالميدالية الفضية خلف الولايات المتحدة ، وفازت بالميدالية البرونزية في الكرة خلف الأمريكيتين لورا زينج وناستاسيا جينيرالوفا .   مثلت المكسيك في ألعاب عموم أمريكا لعام 2019 ، حيث احتلت المركز العاشر في الشوط الشامل والسابع في نهائي الشريط.  ثم تنافست في بطولة العالم 2019 في باكو وحصلت على المركز الخمسين في الشوط الشامل والخامس والعشرين مع المنتخب المكسيكي.  
في بطولة عموم أمريكا 2021 في ريو دي جانيرو ، ساعدت كاستيلو الفريق المكسيكي في الفوز بالميدالية الفضية خلف البرازيل.  ثم فازت بالميدالية الذهبية في كل شيء قبل باربرا دومينغوس وناتاليا جاوديو وتأهلت إلى دورة الألعاب الأولمبية 2020 . أصبحت أول لاعبة جمباز إيقاعي مكسيكية تتأهل لدورة الألعاب الأولمبية.  في دورة الألعاب الأولمبية 2020 ، احتلت كاستيلو المركز الثاني والعشرين في الجولة التأهيلية للفرد الشامل .  

## الحياة الشخصية
كاستيلو مثلية علنا.  كما كانت واحدة من اثنين من الرياضيين علنًا من LGBTQ + يمثلان المكسيك في الألعاب الأولمبية الصيفية 2020 ، وكانت لاعبة الجمباز الإيقاعي LGBTQ + الوحيدة في أولمبياد 2020. 